# Mistrzostwa Świata w Tenisie Stołowym 1928
2. Mistrzostwa świata w tenisie stołowym odbyły się w dniach 24–29 stycznia 1928 roku w Sztokholmie. Zawody zostały zdominowane przez reprezentantów Węgier, którzy zwyciężyli w większości konkurencji.

## Końcowa klasyfikacja medalowa
| Miejsce | Państwo | Złoto | Srebro | Brąz | Razem |
| ------- | ------- | ----- | ------ | ---- | ----- |
| 1       | Węgry   | 5     | 2      | 2    | 9     |
| 2       | Austria | 2     | 1      | 2    | 5     |
| 3       | Anglia  | 0     | 2      | 5    | 7     |
| 4       | Niemcy  | 0     | 2      | 0    | 2     |
| 5       | Walia   | 0     | 1      | 1    | 2     |

## Medaliści
| Konkurencja:               | Złoto:                              | Srebro:                          | Brąz:                                                       |
| gra pojedyncza kobiet      | Mária Mednyánszky                   | Erika Metzger                    | Doris Gubbins Joan Ingram                                   |
| gra pojedyncza mężczyzn    | Zoltán Mechlovits                   | Laszlo Bellak                    | Paul Flussmann Alfred Liebster                              |
| gra podwójna kobiet        | Fanchette Flamm Mária Mednyánszky   | Doris Gubbins Brenda Sommerville | Joan Ingram Winifred Land                                   |
| gra podwójna mężczyzn      | Alfred Liebster Robert Thum         | Charles Bull Fred Perry          | Laszlo Bellak Sándor Glancz Roland Jacobi Zoltán Mechlovits |
| gra mieszana               | Zoltán Mechlovits Mária Mednyánszky | Daniel Pecsi Erika Metzger       | Fred Perry Winifred Land Charles Bull Joan Ingram           |
| konkurs drużynowy mężczyzn | Węgry                               | Austria                          | Anglia                                                      |